# Kadoskino
Kadoskino (oroszul: Кадошкино) városi jellegű település Oroszországban, Mordvinföldön, a Kadoskinói járás székhelye.
Lakossága: 4704 fő (a 2010. évi népszámláláskor).

## Fekvése
Mordvinföld déli részén, Szaranszktól délnyugatra, a Sziviny folyó felső szakasza mentén helyezkedik el. Vasútállomás a Rjazany–Ruzajevka–Szaranszk vasútvonalon.

## Története
Az 1890-es években alapították a Moszkva–Kazany vasútvonal építésekor. Először 1935–1963 között volt, majd 1991 óta újból járási székhely. Miután egy szomszédos faluval egyesült, 1968-ban városi jellegű településsé nyilvánították.

## Gazdaság
Mezőgazdasági jellegű járás székhelye. Az agrárgazdaság vezető ágazatai a gabonatermesztés és az állattenyésztés. Élelmiszeripari üzemei helyi jelentőségűek. A 2000-es években számítógépes vezérlésű árnyékoló-, szellőző- és fűtőrendszerrel ellátott melegházi rózsakertészet kezdte meg működését. A vidéken még újszerűnek számító vállalkozás elsősorban nagykereskedőknek szállít rózsákat.
A járás legnagyobb iparvállalata a Kadoskinói Elektrotechnikai Gyár (1992–2004 között: Liszma – Kadoskinói Elektrotechnikai Gyár). 1965-ben alakult, tevékenységi köre: utcai, ipari és lakossági lámpák, világítótestek gyártása.